# 말라 말라 사냥감 보호구역
말라 말라(Mala Mala)는 남아프리카 음푸말랑가 주의 사비 샌드 사냥감 보호구역 내에 위치한 사냥감 보호구역이다.

## 야생 동물
이 보호구역에는 아프리카의 큰 5대 사냥감(Big five game)이 포함되어 있다. 이곳은 유명한 수컷 표범인 Tjololo와 유명한 스파르타 사자 무리의 고향이었다.

## 같이 보기
- 마포호 사자 연합
- 판테라 레오 멜라노카이타(Panthera leo melanochaita)
- 사냥감 보호구역(game reserve)
- 사비 모래 사냥감 보호구역(Sabi Sand Game Reserve)